# Nassella pampagrandensis
Nassella pampagrandensis är en gräsart som först beskrevs av Carlos Luis Spegazzini, och fick sitt nu gällande namn av Mary Elizabeth Barkworth. Nassella pampagrandensis ingår i släktet nassellor, och familjen gräs. Inga underarter finns listade i Catalogue of Life.